# Akakia

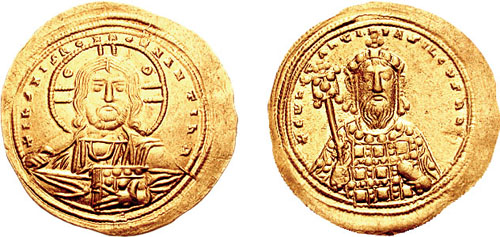
Da questo Histamenon possiamo vedere l'Imperatore bizantino Costantino VIII, con lakakia nella mano sinistra.

L'akakia (greco antico ἀκακία, innocenza ma anche acacia) era un rullo di seta viola che conteneva la polvere, tenuta dagli Imperatori bizantini durante le cerimonie. Simboleggiava la natura mortale di tutti gli uomini.